# Sambava (stad)
Sambava is een stad in Madagaskar, gelegen in de regio Sava. De stad telt 31.069 inwoners (2005).

## Geschiedenis
Tot 1 oktober 2009 lag Sambava in de provincie Antsiranana. Deze werd echter opgeheven en vervangen door de regio Sava. Tijdens deze wijziging werden alle autonome provincies opgeheven door de in totaal 22 regio's van Madagaskar.

## Infrastructuur
Sambava is gelegen aan de Route Nationale 5B tussen Ambilobe en Antalaha en beschikt ook over een eigen lokale/regionale luchthaven. Naast het basisonderwijs biedt de stad zowel middelbaar als hoger onderwijs aan. Sambava beschikt tevens over een eigen ziekenhuis.

## Economie
Landbouw en veeteelt bieden werkgelegenheid aan respectievelijk 45% en 0,5% van de beroepsbevolking. Het belangrijkste gewas in Sambava is vanille, terwijl andere belangrijke producten kokosnoot en rijst betreffen. In de industriële en dienstensector werkt respectievelijk 0,5% en 53,5% van de bevolking. Daarnaast werkt 0,5% van de bevolking in de visserij.
Sambava ligt aan een kust met witte zandstranden met daarlangs diverse hotels. Het Nationaal park Marojejy ligt dicht bij Sambava langs de weg naar Andapa.

## Galerij

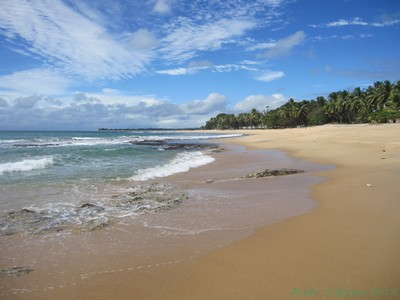
Nabijgelegen strand
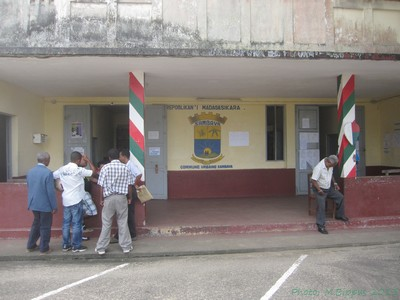
Stadshuis
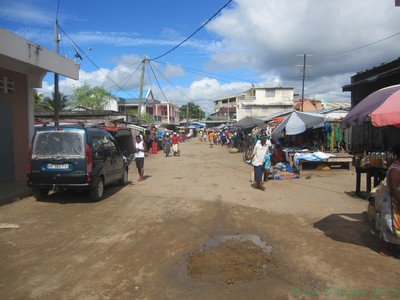
Marktstraat
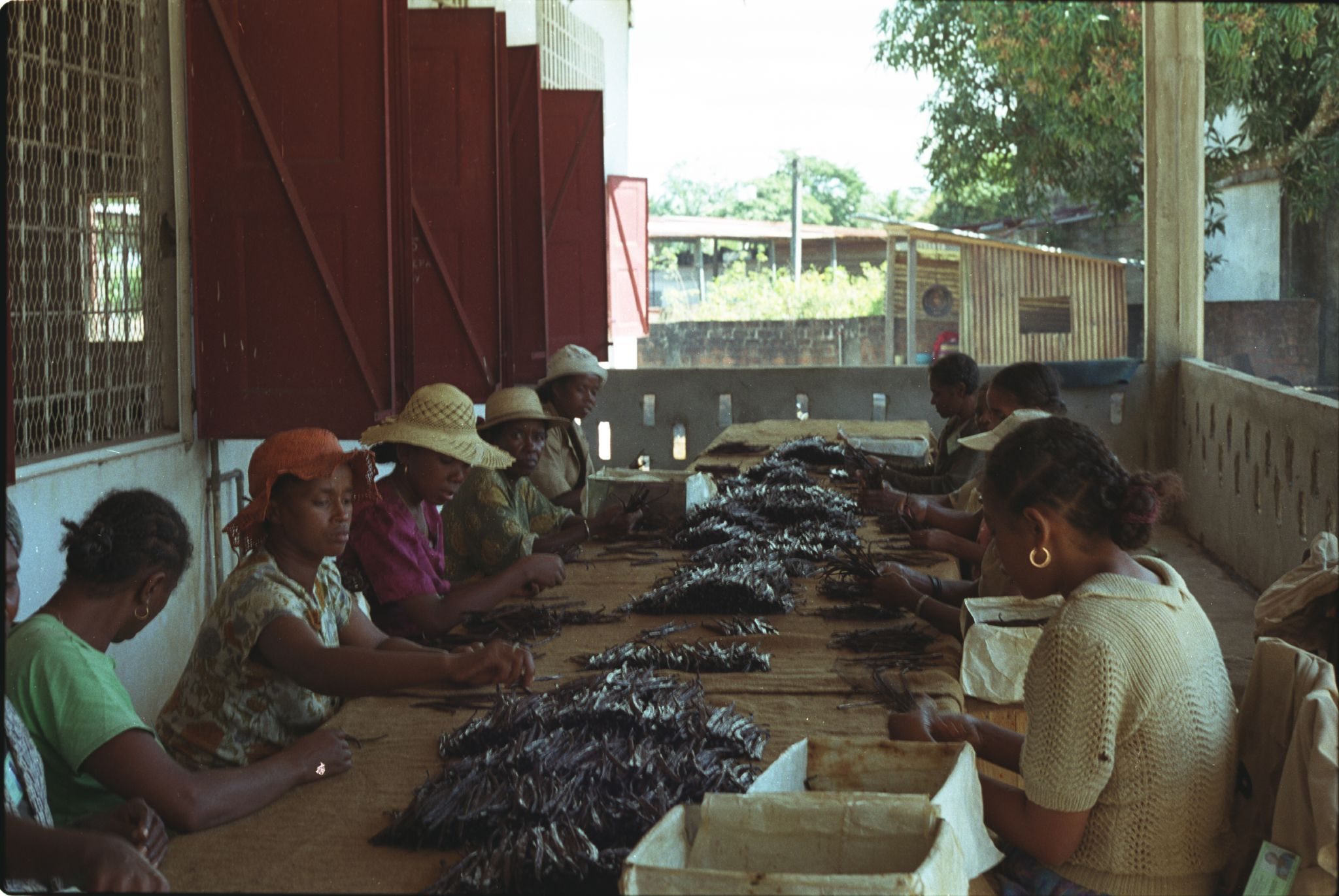
Vrouwen sorteren vanillevruchten
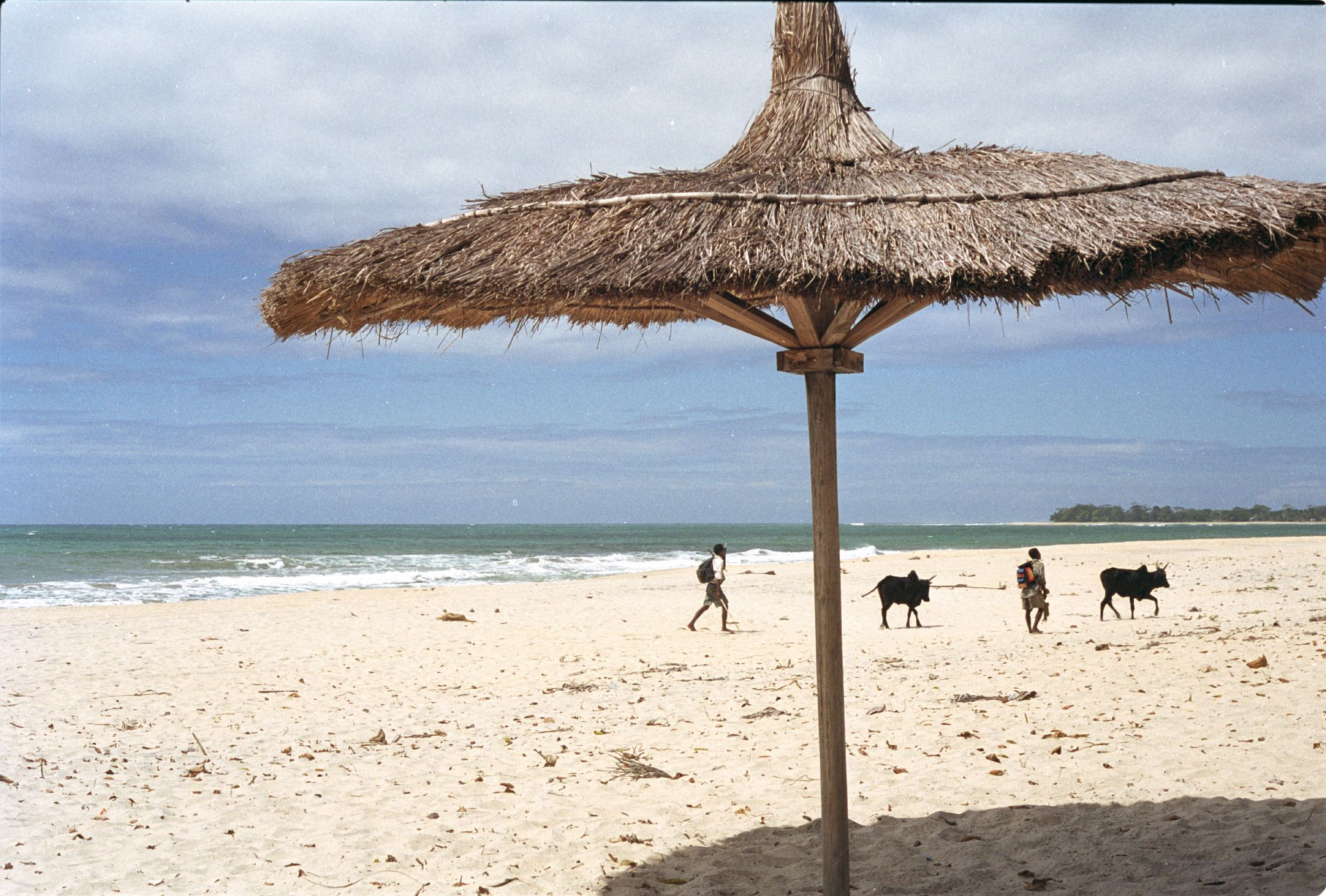
Nabijgelegen strand
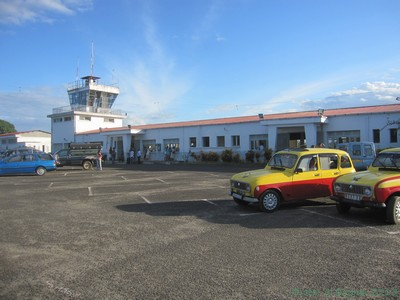
vliegveld